# Synagoge (Třeboň)
Koordinaten: 49° 0′ 9,6″ N, 14° 46′ 14,4″ O

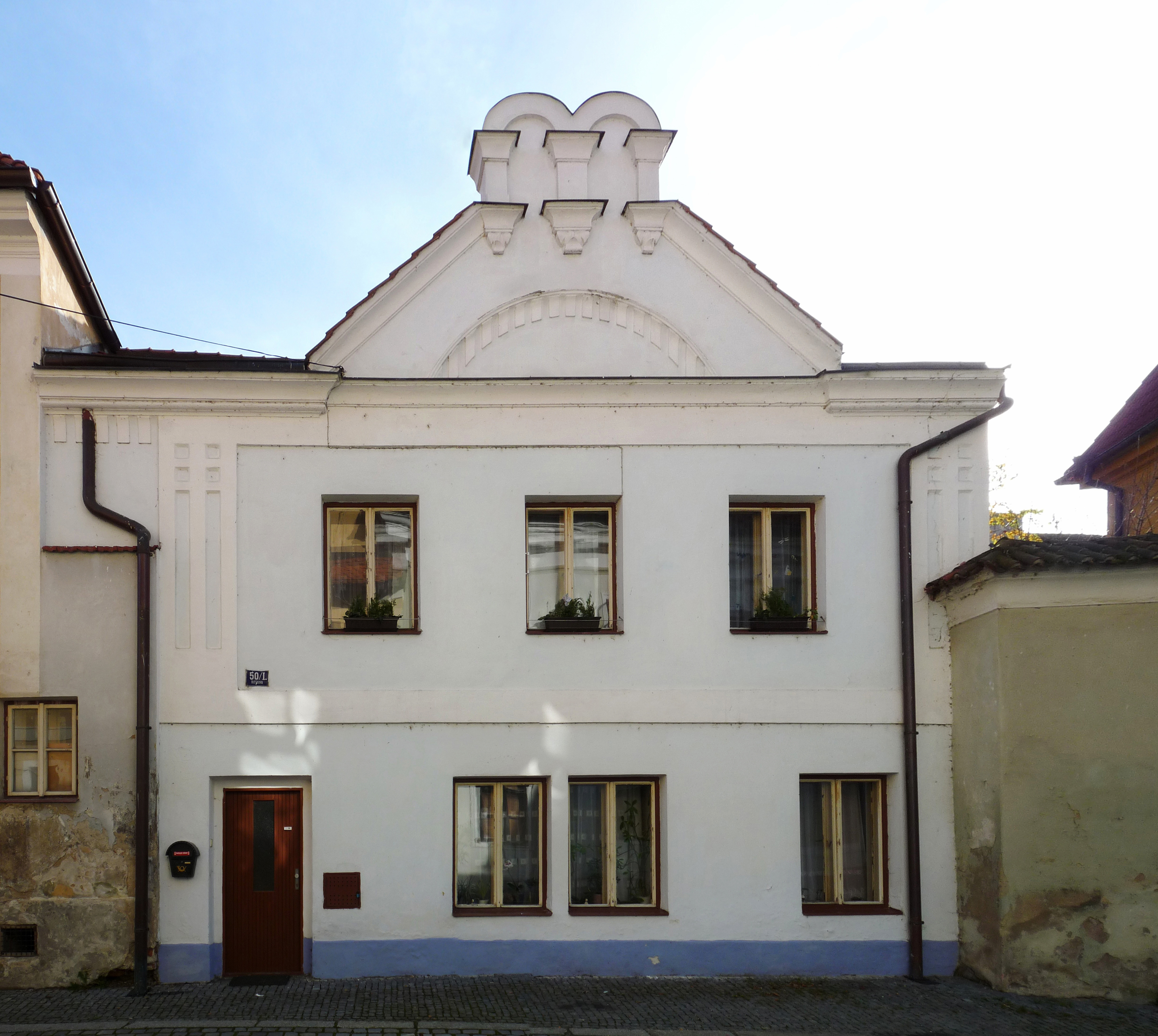
Synagoge in Třeboň

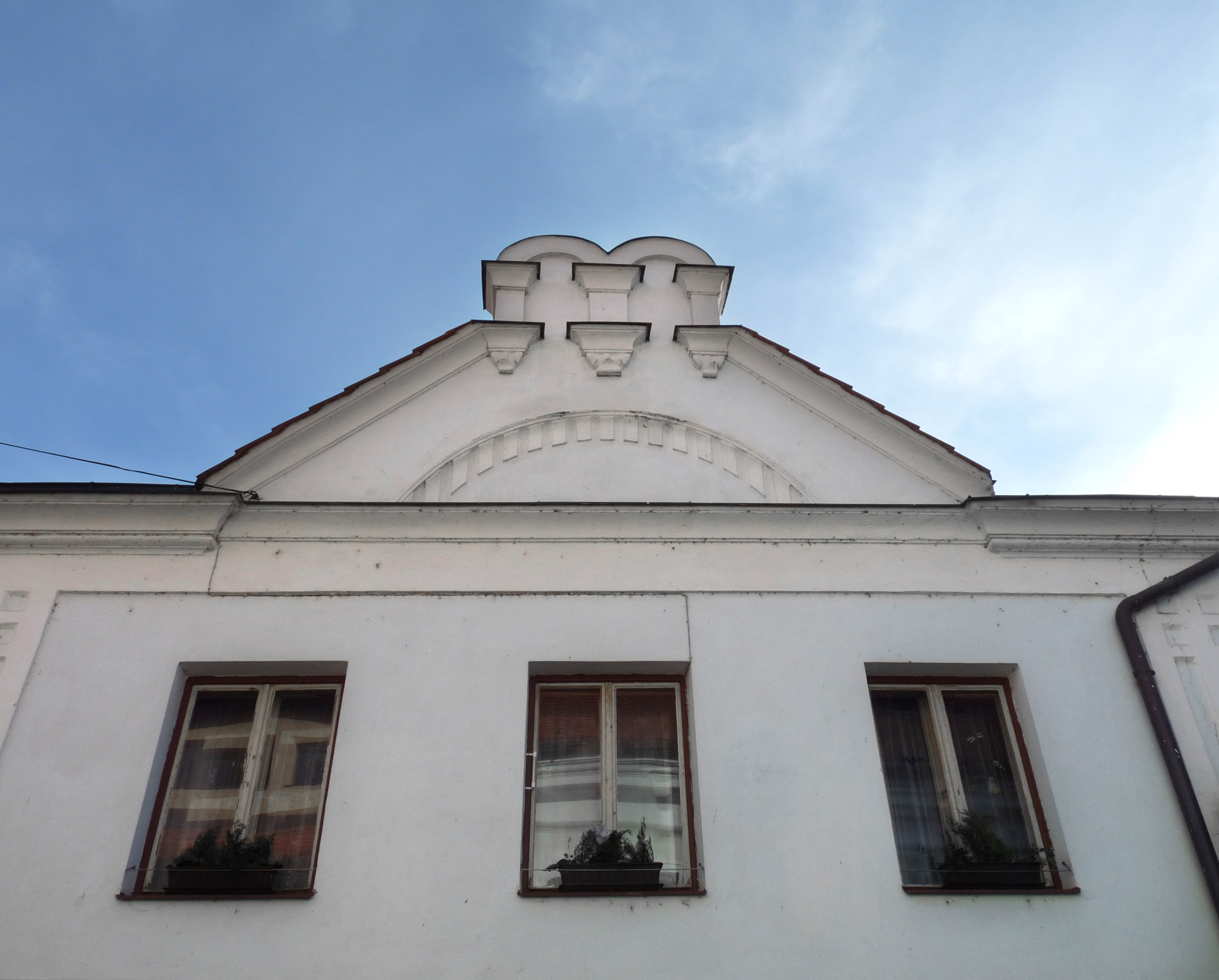
Dachaufbau

Die Synagoge in Třeboň (deutsch Wittingau),  einer tschechischen Stadt im Okres Jindřichův Hradec (Bezirk Neuhaus) der Südböhmischen Region, wurde im 19. Jahrhundert errichtet. Die profanierte Synagoge befindet sich in der Straße Krčínova 50.
Die im 19. Jahrhundert erbaute Synagoge im klassizistischen Stil wurde bis zum Zweiten Weltkrieg als Gotteshaus genutzt.